# Kluyveromyces aestuarii
Kluyveromyces aestuarii är en svampart som först beskrevs av Fell, och fick sitt nu gällande namn av Van der Walt 1965. Kluyveromyces aestuarii ingår i släktet Kluyveromyces och familjen Saccharomycetaceae.   Inga underarter finns listade i Catalogue of Life.